# یواس‌اس نیزه (ای‌ام-۳۲۲)
یواس‌اس نیزه (ای‌ام-۳۲۲) (به انگلیسی: USS Spear (AM-322)) یک کشتی بود که طول آن ۲۲۱ فوت ۳ اینچ (۶۷٫۴۴ متر) بود. این کشتی در سال ۱۹۴۳ ساخته شد.